# Burmanski tik
Burmanski tik (dahat; lat. Tectona hamiltoniana), vrsta drveta iz porodice medićevki, jedna je od tri vrste iz roda tikovog drveta. Vrsta je vernakularno poznata kao dahat, a blisko je srodnna s T. grandis ili običnom tiku. Ova vrsta je endemska i ograničena na Mjanmar. Kao materijal njezino drvo je poznato kao burmanska tikovina.

## Genetska raznolikost i struktura dahata i običnog tika
Tik (Tectona grandis L.f.) je tropska šumska vrsta drveća koja prirodno raste u Indiji, Laosu, Mijanmaru i Tajlandu. Blisko srodni dahat (Tectona hamiltoniana Wall.) endemska je vrsta drveća ograničena na Mjanmar. Dva markera jednostavnog ponavljanja sekvence kloroplasta (cpSSR) i šezdeset devet markera pojačanog polimorfizma duljine fragmenata (AFLP) primijenjena su za procjenu uzoraka genetske varijacije u četiri populacije T. grandis i tri T. hamiltoniana u Mjanmaru. Analiza cpSSR potvrdila je jasnu genetsku diferencijaciju između vrsta, otkrivajući jedan haplotip (H1) u T. grandis, dok su tri populacije T. hamiltoniana bile fiksirane na različite haplotipove (H2 ili H3). AFLP analiza otkrila je da genetska raznolikost varira među vrstama, pokazujući nešto veću varijaciju kod T. grandis nego kod T. hamiltoniana. Populacije T. hamiltoniana pokazale su slične razine genetske varijacije, dok su parametri znatno varirali u populacijama T. grandis. Analize molekularne varijance otkrile su značajnu genetsku diferencijaciju između dviju vrsta (38,4 %, p < 0,05) i među populacijama unutar vrste. Genetske varijacije uglavnom su postojale unutar populacije. Između većine populacija otkrivena je značajna genetska diferencijacija u paru (FST u paru) (p < 0,05). Metoda grupe neponderiranih parova s dendrogramom aritmetičke sredine koja se temelji na Neijevim genetskim udaljenostima otkrila je jasnu genetsku diferencijaciju između vrsta. Dijagnostički AFLP markeri s potpunom ili gotovo potpunom diferencijacijom između vrsta i potpunom diferencijacijom na cpDNA markerima ukazali su na jaku filogenetsku divergenciju između tikovine i dahata.

## Sinonimi
- Jatus hamiltonianus (Wall.) Kuntze; Revis. Gen. Pl. 2: 508 (1891)
- Tectona ternifolia Buch.-Ham. ex Wall.; Pl. Asiat. Rar. 3: 68 (1832)
- Theka ternifolia Buch.-Ham.; Trans. Linn. Soc. London 17: 185 (1837)